# 短柄膜蕨
短柄膜蕨（学名：Hymenophyllum brachypus），是厄瓜多尔特有的一种附生蕨类。其栖息地位于海拔200-500米潮湿的沿海森林中。现时仅有一个于19世纪所采集的标本，它们的模式产地因伐木而被大部分破坏，但它们可能仍有部分种群生存在残存的森林中。目前它们因为难以评估其现状被国际自然保护联盟列为数据缺乏。